# ブラックスティックス
ホッケーニュージーランド代表は、ニュージーランドホッケー連盟より組織されるホッケーのナショナルチーム。愛称でブラックスティックスと呼ばれている。

## オリンピックの成績
- 1956 – 6位
- 1960 – 5位
- 1964 – 不参加
- 1968 – 7位
- 1972 – 9位
- 1976 – 金メダル
- 1984 – 7位
- 1992 – 8位
- 2004 – 6位
- 2008 - 7位

## ワールドカップの成績
- 1973 – 7位
- 1975 – 7位
- 1982 – 7位
- 1986 – 9位
- 1998 – 10位
- 2002 – 9位
- 2006 – 8位
- 2010 – 9位